# EPG
EPG (skr. od Electronic Program Guide – elektronički programski vodič), elektronički vodič za pregled podataka o emitiranim programima. U DVB sustavu se prenosi kao niz podataka cikličkog ponavljanja. Prikazuje raspored programa za određeni broj sljedećih dana te identificira trenutačnu i sljedeću emisiju. Omogućava postavljanje podsjetnika na pojedine programe, prikazuje kratke opise sadržaja emisija, pristup dodatnim uslugama, itd. Najviše se rabi u kabelskoj i zemaljskoj televiziji te kod digitalnog radija.